# Freeport (Bahamas)
Freeport ist eine Stadt und Freihandelszone auf der Insel Grand Bahama, die rund 160 km nordöstlich von Fort Lauderdale (Florida) liegt. Die Bevölkerung betrug im Jahr 2000 26.910 Einwohner.

## Geschichte
1955 erhielt Wallace Groves, ein Finanzier aus Virginia, der sich zuerst für den Holzanbau auf der Insel interessierte, über 200 km² Land von der Regierung der Bahamas. Auf diesem Land gründete er die Stadt Freeport, die bald zur zweitgrößten der Bahamas wurde (nach Nassau).
Die Stadt wurde durch den Hurrikan Dorian im August 2019 stark in Mitleidenschaft gezogen.

## Wirtschaft
Die Grand Bahama Port Authority (GBPA) betreibt die Freihandelszone unter dem im August 1955 unterschriebenen Hawksbill Creek Agreement. Das Abkommen besagt, dass bis 2054 keine Abgaben zu bezahlen sind.
Nach dem Handel ist der Tourismus mit rund einer Million Besuchern pro Jahr die zweite Einnahmequelle Freeports. Ein Großteil des Tourismusgewerbes liegt an der Küste des Stadtteils Lucaya, der seinen Namen in Anlehnung zu den vorkolumbianischen Lucayan-Ureinwohnern hat.

## Verkehr
Der Hafen kann auch von den größten Schiffen angelaufen werden und hat einen Anlegeplatz für Kreuzfahrtschiffe, einen Containerhafen und einen privaten Yachthafen samt Wartungsdock.
Der Flughafen von Freeport (IATA-Flughafencode: FPO, ICAO-Code: MYGF) wickelt pro Jahr knapp 50.000 Starts und Landungen ab.

## Söhne und Töchter der Stadt
- Janine Antoni (* 1964), bahamaisch-US-amerikanische Performance-Künstlerin und Bildhauerin
- Sebastian Bach (* 1968), vormals Sänger der Rockgruppe Skid Row
- Quentin Hall (* 1977), Basketballspieler
- André Deveaux (* 1984), Eishockeyspieler
- Donald Thomas (* 1984), Hochspringer
- Devin Mullings (* 1985), Tennisspieler
- Buddy Hield (* 1992), Basketballspieler
- Alonzo Russell (* 1992), Sprinter
- Jonquel Jones (* 1994), bahamaisch-bosnische Basketballspielerin
- Ken Mullings (* 1997), Zehnkämpfer
- Brianne Bethel (* 1998), Sprinterin
- Terrence Jones (* 2002), Sprinter